# Walkabout (Lost)
"Walkabout", é o quarto episódio de Lost. É o quarto episódio da primeira temporada da série. O episódio foi dirigido por Jack Bender e escrito por David Fury. Foi ao ar no dia 13 de Outubro de 2004 pela ABC. O episódio foca o flashback em John Locke.

## Sinopse
Diferente da maioria dos episódios, este já começa mostrando John Locke - através de um flashback - minutos depois do acidente, logo após ele acordar. 
Sawyer espanta os javalis que atacaram a fuselagem. Jack, depois de curar Charlie, que foi atacado por um dos javalis, decide que a fuselagem deve ser queimada. 
Quatro dias depois do acidente, os sobreviventes descobrem que a comida está acabando e se perguntam o que fazer. Locke sugere que deviam caçar os javalis na selva, e ele, Kate e Michael, concordam e vão à caça. Sayid dá a Kate o radioreceptor e pela para ela o ajudar a encontrar um sinal. Enquanto isso, Walt fica em companhia de Sun. 
Boone duvida de Shanoon quando diz que pode pegar um peixe, então ela vai e pede que Charlie pesque um peixe. 
Em um flashback, Locke está em seu trabalho num edifício de oficinas jogando um jogo de Riesco, durante sua hora do almoço. Seu gerente, Randy, se surpreende quando descobre que Locke vai a um passeio (walkabout) na Austrália, dizendo que há coisas que Locke não pode fazer devido a sua condição. "Não me diga o que eu não posso fazer." - é a fala de John. 
Em casa, pelo telefone, Locke fala com uma mulher chamada Helen. Ele a convida a ir junto no passeio, no entanto ela se recusa e lhe diz que não se encontra com clientes. Ela então diz a Locke que, se seguir na conversa, significará a cobrança de mais uma hora. Ele diz que não se preocupa com o dinheiro, então ela desliga. Locke desliga seu telefone furiosamente. 
Michael é ferido por um dos javalis e Kate o leva de volta à praia. Ao longo do caminho, ela sobe em uma árvore para usar o transceptor, porém, quando vê "O Monstro", ela o deixa cair. Locke tem um encontro com "O Monstro". Sem medo, em vez de correr, ele fica parado.
Na praia, os sobreviventes limpam o resto de fuselagem que sobrou. Claire decide dirigir, junto com Hurley, uma cerimônia fúnebre pelos passageiros mortos. Boone sugere que Jack fale com Rose, quem havia estado longe dos outros desde sua chega à ilha. Rose diz a Jack que seu marido, que estava na cauda do avião quando ele se desfragmentou no ar, está vivo. Michael e Kate voltam para o acampamento.
Sayid está desapontado, já que Kate estragou o transmissor. Quando ela vai contar a Jack sobre Locke, ele vê novamente um homem vestido de traje caminhando pela selva. Então, Jack corre atrás dele e Kate o segue. Eles encontram Locke todo cheio de sangue e um javali morto.
Em uma lembrança (flashback), Locke está na Austrália conversando com um dos guias do passeio. O guia reforça que, devido a sua condição, o risco seria muito grande para a companhia de seguros. Quando o homem se levanta para ir ao ônibus, é revelado que Locke vive em uma cadeira de rodas. Em outra lembrança, minutos depois do acidente, Locke está deitado na areia, descalço e mexe os dedos de seus pés. Com estranheza e felicidade, ele se levanta.
Essa noite, Claire faz a cerimônia em homenagem aos passageiros mortos, usando como base as informações que ela encontrou, como: passaportes, carteiras de identidade, etc. Charlie cheira heroína durante a celebração. Jack não está entre o grupo. Michael elogia Locke pela caçada e o pergunta se ele viu alguma coisa, porém, Locke mente e diz que não viu "O Monstro". 